# 马焦雷喷泉 (洛雷托)

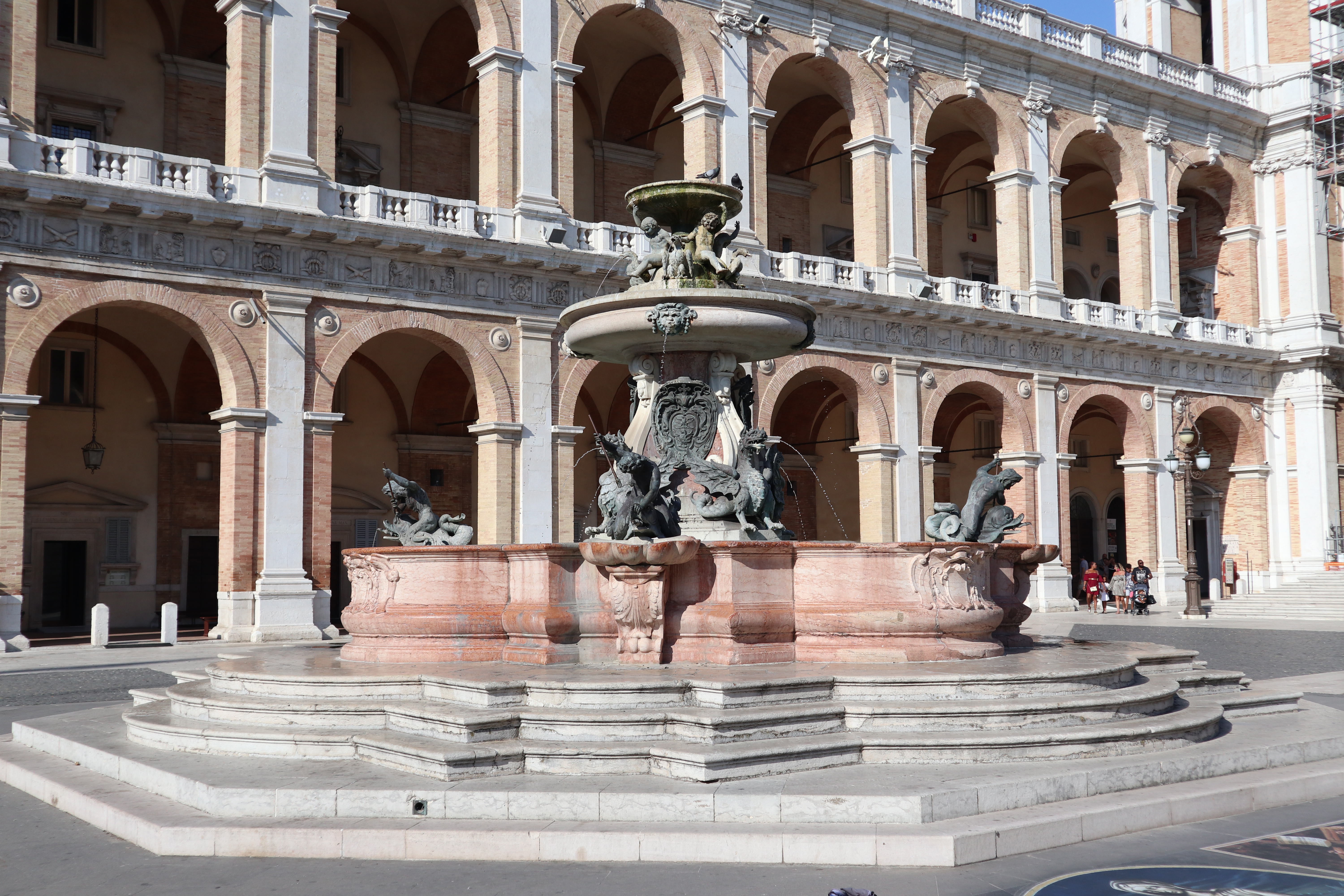

马焦雷喷泉（義大利語：Fontana Maggiore）是一件艺术-工程作品，位于意大利马尔凯大区安科纳省洛雷托圣母广场（Piazza della Madonna）的中心。它是该地区巴洛克风格喷泉的绝佳典范。

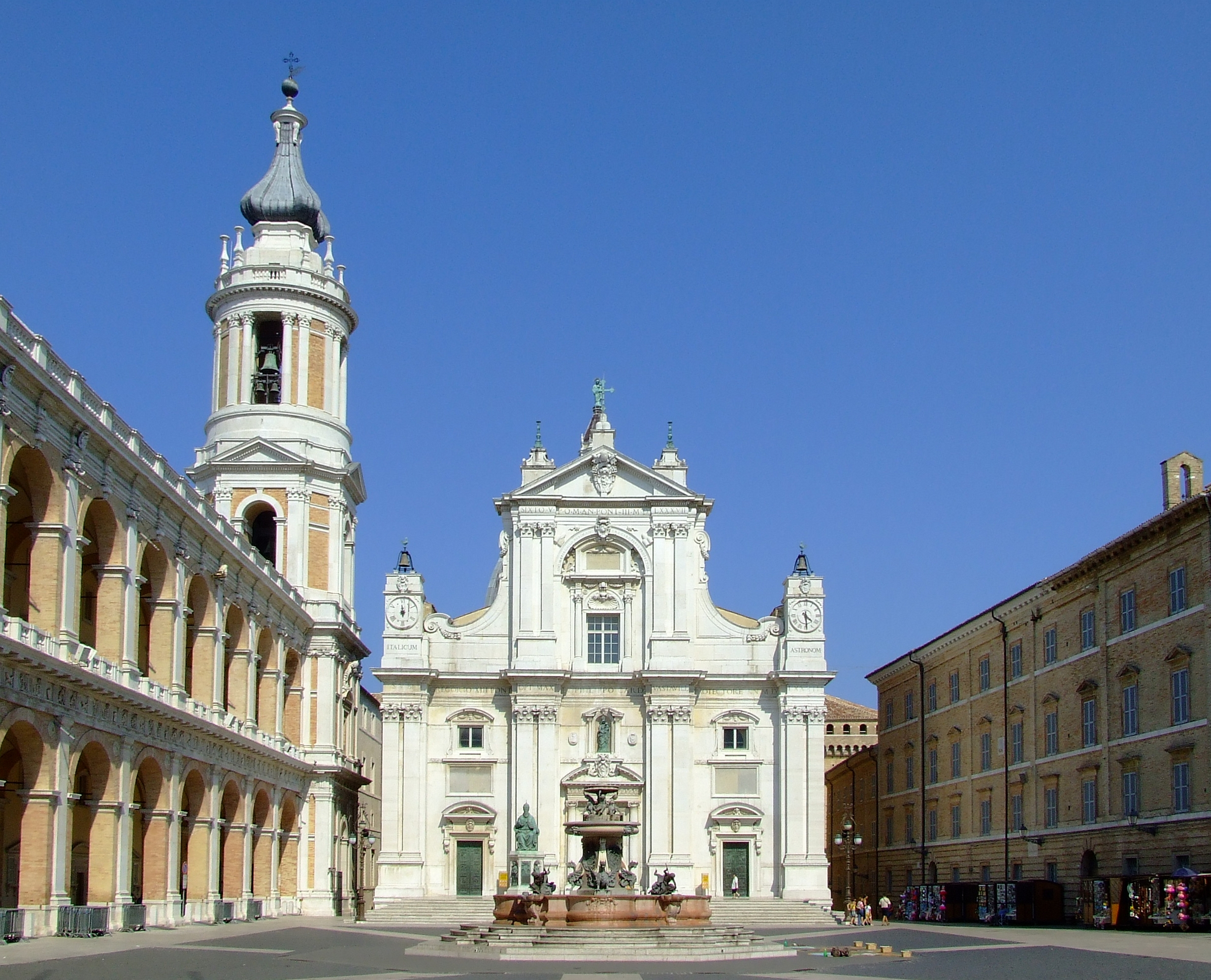

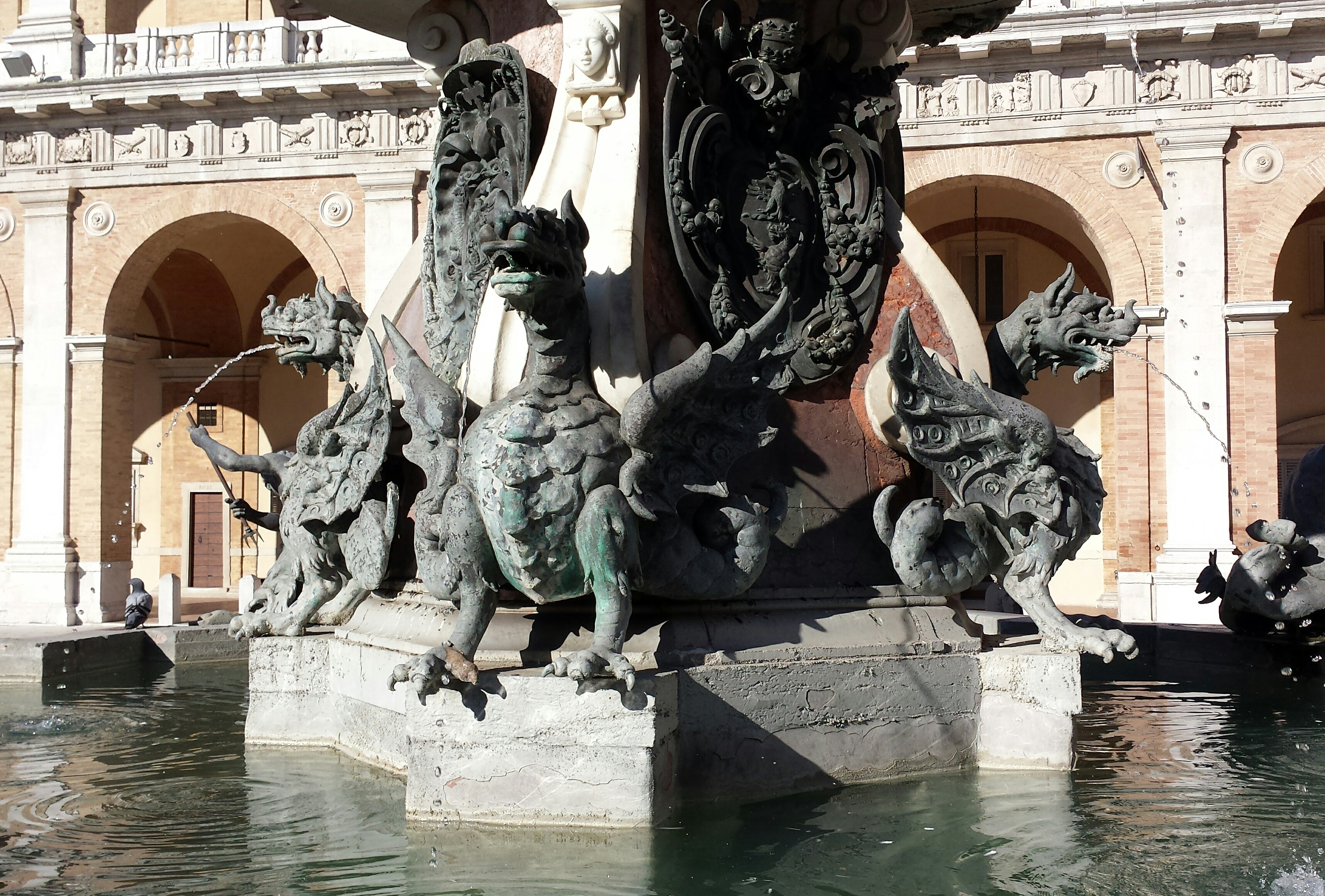

十七世纪，教皇使节委托委托建筑师卡洛·马代尔诺和乔瓦尼·丰塔纳（Giovanni Fontana）建造马焦雷喷泉，以满足众多朝圣者的需求。喷泉完成于1604年至1614年间。
喷泉的底座为八角形，使用了维罗纳红色大理石和卡拉拉大理石。1622年，皮尔·保罗·贾科梅蒂和塔奎尼奥·贾科梅蒂兄弟创作了青铜雕塑。
另一项杰作是工程学成就，它位于喷泉下面，有五公里长的隧道，从雷卡纳蒂地区的水源处引水。